# Stéphane Guivarc'h
Stéphane Guivarc'h (6 de setembre de 1970) és un exfutbolista francès. Va formar part de l'equip francès a la Copa del Món de 1998.